# Đảo Sajid
Đảo Sajid (tiếng Ả Rập: جزيرة السقي) là một hòn đảo trong quần đảo Farasan của Ả Rập Xê Út, nằm ở Biển Đỏ. Tọa độ 16°46′21″B 41°58′0″Đ / 16,7725°B 41,96667°Đ. Diện tích của đảo là 156.0 km² và bờ biển dài 82.7 km.